# Felicias svenska suite
Felicias svenska suite är ett album av vissångaren Cornelis Vreeswijk, utgivet 1978. De flesta visorna på albumet handlar om Aksel Sandemoses romanfigur Felicia som figurerar i hans roman Varulven (1958).

## Låtlista
Alla sånger är skrivna av Cornelis Vreeswijk.

### Sida A: Con amore
1. En duva till Felicia – 1:48
2. Från en vän i viken – 2:33
3. Felicias sonett – 3:30
4. Felicia pratar... – 2:19
5. Hon säger – 0:52
6. Varulven – 1:42
7. För gröna Felicia – 3:15

### Sida B: Lamentoso
1. Klagovisa till Felicia – 3:18
2. Vari Felicia beklagar sig (ty hon är förolämpad) – 3:50
3. Gideon till Plautus – 3:06
4. Till en nymf – 2:12
5. Dubbelquatrin om tennis – 3:21

### Sida C: Furioso
1. Byt nu ton – 2:00
2. Polaren Per gör sin reverens – 1:28
3. Möte med Fredrik Åkare, Stockholm 1943 – 2:53
4. Ballad om olika segelytor – 2:32
5. De fattiga riddarnas ballad – 2:48
6. Tre dagars blues – 4:11

### Sida D: Dubioso
1. Turistens klagan – 3:29
2. Rörande min Harpa – 2:30
3. Balladen om Gustava – 3:37
4. Vid råken – 2:34
5. Felicia adjö – 2:50

## Medverkande musiker
- Cornelis Vreeswijk – sång, gitarr, munspel
- Knut Riisnæs – flöjt, sopransax
- Brynjar Hoff – oboe, engelskt horn
- Fred Nøddelund –  piccolatrumpet, horn
- Øivind Westby – trombon
- Anders Grøthe – dragspel
- Erik Foss Jensen – gitarr (spår D2)
- Nils-Petter Nyrén – gitarr
- Erik Stenstadvold – luta
- Ørnulf Boye Hansen – violin
- Marie Strøm – cello
- Iver Kleive – piano
- Terje Venaas – bas
- Svein Christiansen – trummor, slagverk
- Fred Nøddelund – arrangemang

## Källhänvisningar
1. ↑  Eva Suszkiewicz (2002-12-01): "På sporet af Felicia". DK.se. Läst 17 december 2014. (danska)